# Lisa Xanthopoulou
Lisa Xanthopoulou (* 9. Mai 1968 in Thessaloniki) ist eine griechische Dirigentin und ehemalige künstlerische Leiterin und Intendantin der Oper Thessaloniki.

## Leben
Lisa Xanthopoulou studierte bereits ab dem Alter von sechs Jahren am Staatlichen Konservatorium in Thessaloniki in den Fächern Klavier, Musiktheorie und Chorleitung. Danach studierte sie Musikwissenschaft an der Aristoteles-Universität Thessaloniki und absolvierte anschließend von 1993 bis 1998 ein Dirigierstudium an der Universität der Künste Berlin bei Hans-Martin Rabenstein und Mathias Husmann.
Sie wurde während des Studiums in das Dirigentenforum des Deutschen Musikrats, ein Programm zur „Förderung des dirigentischen Spitzennachwuchses“ (Beschreibung des Musikrates), aufgenommen und erhielt dort zusätzlich die besondere Auszeichnung „Maestros von Morgen“. Meisterkurse besuchte sie bei Kurt Masur, Peter Gülke, Dmitrij Kitajenko und Kurt Sanderling.
1997 gewann sie den 2. Preis des Internationalen Dirigentenwettbewerbs „Antonio Pedrotti“ in Trient, Italien, bei Nichtvergabe des 1. Preises. 2002 erhielt sie den 1. Preis des Bad Homburger Dirigentenwettbewerbs und übernahm anschließend, 2002 bis 2003, die künstlerische Leitung der Bad Homburger Schlosskonzerte.
Von 2005 bis 2008 war sie künstlerische Leiterin und Intendantin der Oper Thessaloniki.
2008 erhielt sie einen Kulturpreis für ihren Beitrag zum kulturellen Leben Thessalonikis.
2018 wurde sie zur künstlerischen Leiterin des Thessaloniki City Symphony Orchestra ernannt.
Gastdirigate führten sie unter anderem zu den Nürnberger Symphonikern, dem Orchestra Sinfonica Siciliana, der Philharmonia Hungarica, der Philharmonie Neubrandenburg, dem Brandenburgischen Staatsorchester Frankfurt, der Philharmonie Baden-Baden, dem Opern-Orchester Kairo und dem Staatssinfonie-Orchester Izmir.